# 手の上のシャボン玉
手の上のシャボン玉（てのうえのシャボンだま）は、2006年9月5日に、日本テレビ系『ドラマ・コンプレックス』枠で放送されたテレビドラマ。

## 概要
- 余命半年の肝臓がんに倒れたフリーライターの唯一の治療方法は生体肝移植だった。移植ドナーとなる対象者は、妻、結婚直前の一人娘、そして弟の3人。だが、臓器提供に同意した弟が急死したことから、家族の間で波乱が始まる。
- あいはら友子の実体験が原作になっている。

## 出演
- 桜庭雄一･･･船越英一郎
- 桜庭有希恵･･･榊原郁恵
- 桜庭莉紗･･･石原さとみ
- 田嶋直毅･･･海東健
- 芝田佳美･･･雛形あきこ
- 桜庭憲二･･･池田努
- 桜庭千晶･･･濱田万葉
- 野崎碧･･･あいはら友子
- 塚本道雄･･･吉田鋼太郎
- 木内剛男･･･村田雄浩

## スタッフ
- 原作：あいはら友子「手の上のシャボン玉―肝臓移植が救う命と愛」（幻冬舎刊）
- 脚本：矢島正雄
- 演出：唐木希浩
- プロデューサー：前田伸一郎（日本テレビ）、菅井敦（ホリプロ）、川島永次（ホリプロ）、菊池美由貴（オフィス斬）、佐藤敦（日本テレビ）

| スタブアイコン | サブスタブ | この項目は、まだ閲覧者の調べものの参照としては役立たない、テレビ番組に関連した書きかけの項目です。この項目を加筆・訂正などしてくださる協力者を求めています（P:テレビ/PJ:放送または配信の番組）。 |